# Сплис, Марен
Марен Сплис (дат. Maren Splids; ок. 1600, Гримструп — 9 ноября 1641, Рибе) — датчанка, обвинённая в колдовстве и, вероятно, являющаяся самой известной жертвой охоты на ведьм в Дании.

## Первый суд
Марен Томасдаттер Сплис была родом из деревни Гримструп в Эсбьерге. Она была женой богатого и преуспевающего портного, проживая с ним в городке Рибе в Ютландии, где содержала гостиницу в одном из домов своего мужа. Сплис имела репутацию независимой и остроумной женщины. Портной Дидрик, неудачливый конкурент её супруга, обвинил её в колдовстве в 1637 году. Он утверждал, что однажды ночью его разбудили три ведьмы: две из них были ему неизвестны, но в третьей он якобы узнал Марен. По его словам они прижали его к земле, и Марен подула ему в рот. На следующий день он занемог, и его вырвало неким предметом, который, как ему показалось, двигался. Предмет был предъявлен на суде, где его обследовали священники и епископ, объявившие его неестественным. Но в итоге Сплис всё-таки была оправдана благодаря поддержке своего мужа.

## Второй суд
Дидрик не удовлетворился решением суда и собрал дополнительных свидетелей, поддерживавших его версию, и обратился напрямую к датскому королю Кристиану IV в 1639 году. Тот объявил, что дело должно быть открыто снова, и что Марен должна привести 15 свидетелей, которые бы подтвердили её невиновность. Ей не удалось сделать это, и поэтому она была признана виновной в 1640 году, но освобождена от наказания. Дело было передано в высший суд, где судьёй был король, который приказал доставить Марен в Копенгаген и пытать её несмотря на то, что закон запрещал это делать до суда. Сплис не выдержала мучений и не только признала свою вину, но и оговорила многих других людей в колдовстве. На основе этих признаний она была приговорена к смерти. В Дании в то время ведьм зачастую сжигали заживо на костре.
На следующий день после приговора Марен была казнена за пределами Рибе. Посмотреть на это зрелище собралось так много людей, что священник едва смог добраться до неё. Ей дали полбутылки спирта, чтобы успокоить, и привязали к спине мешок с порохом, чтобы смерть наступила быстрее. Потом её привязали к лестнице, которую бросили в огонь.
В 1652 году, через одиннадцать лет после этой казни, была сожжена в Рибе как ведьма Анна Брудс. После этого охота на ведьм в Дании стала менее интенсивной, хотя последняя осужденная ведьма в Дании, Анна Паллес, была казнена в 1693 году.